# Pin de Salzmann
Pinus nigra subsp. salzmannii
Sous-espèce
Statut de conservation UICN

 LC  : Préoccupation mineure

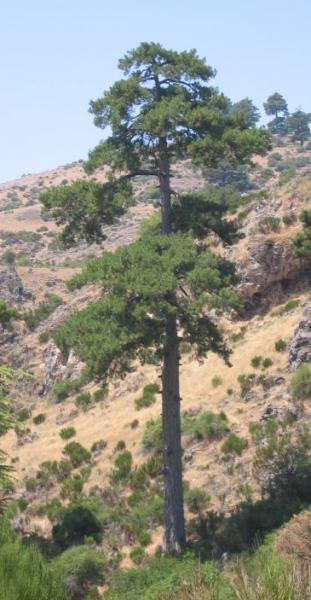
Pin de Salzmann dans la sierra de Segura, Andalousie.

Le Pin de Salzmann (Pinus nigra subsp. salzmannii (Dunal) Franco)  ou pin des Cévennes, est une sous-espèce du Pin noir autrefois très répandue dans le Bassin méditerranéen, maintenant en forte régression et menacée de disparition. On le trouve principalement en Espagne, avec en France quelques populations résiduelles mais non dépourvues d'intérêt génétique.

## Taxonomie
Synonymes :
- Pinus clusiana subsp. salzmannii (Dunal) Cif. & Giacom., 1950 (code d'espèce : 138828)
- Pinus clusiana Clemente, 1818 (code d'espèce : 113654)
- Pinus laricio proles salzmannii (Dunal) P.Fourn., 1934 (code d'espèce : 153636)
- Pinus laricio proles salzmannii (Dunal) Rouy, 1913 (code d'espèce : 153637)
- Pinus laricio subsp. leptophylla (H.Christ) E.V.Vulf, 1927 (code d'espèce : 138830)
- Pinus laricio subsp. monspeliensis Koehne, 1893 (code d'espèce : 138831)
- Pinus laricio subsp. salzmannii (Dunal) K.Richt., 1890 (code d'espèce : 138834)
- Pinus laricio var. pyrenaica (Lapeyr.) Gren. & Godr., 1856 (code d'espèce : 149495)
- Pinus laricio var. tenuifolia Parl. (code d'espèce : 149496)
- Pinus nigra subsp. monspeliensis (Koehne) E. Murray, 1983 (code d'espèce : 138842)
- Pinus pyrenaica Lapeyr., 1818 (code d'espèce : 113695)
- Pinus salzmannii Dunal, 1851 (code d'espèce : 113698)[1],[2]

Le manuel des conifères de Debazac (1964) utilise le taxon « clusiana » pour « salzmanni », et considère que la sous-espèce algérienne « mauretanica » est rattachée à la sous-espèce « salzmannii ». Ce dernier point est disputé par les résultats d'études phylogénétiques réalisés par l'INRA en 2007-2008, d'où il ressort que les pins de Salzmann de France et d'Espagne appartiennent bien au même sous-ensemble, et par ailleurs présentent des populations bien différenciées entre elles.

## Répartition
C'est peut-être une espèce relique. Il se trouve surtout en Espagne, qui en dénombre 350 000 hectares. En France, l'Office national des forêts compte sept sites - tous en France métropolitaine -, totalisant seulement 5 000 ha pour des populations menacées par l'isolement en plus de l'incendie et de la pollution génétique. Parmi ceux-ci, l'INRAE a trouvé quatre populations similaires en ce qui concerne la diversité génique au sein de leurs populations respectives. Ce sont ces quatre zones qui ont été retenues pour son programme d'études de greffes :
- Saint-Guilhem-le-Désert (reboisements de plusieurs centaines d'hectares, et les plus vieux arbres de l'espèce se trouvent dans les 219 ha de la réserve biologique domaniale du « massif de Saint-Guilhem »[4],[5]) et Carlencas dans le piémont des Cévennes (Hérault) ;
- les Cévennes proprement dites (forêt de Bessèges dans le Gard[6],[7], et en Ardèche[8]) ;
- les confins des Cévennes avec le col d'Uglas (Mialet, Gard) et des « zones reliques à effectifs faibles », c'est-à-dire des bosquets de moins d'une centaine d'arbres dans les gorges du Tarn (Lozère) ;
- le Conflent (région des Pyrénées-Orientales adjacente à la frontière espagnole).

Aux gorges du Tarn et au col d'Uglas, les pins ont une diversité plus faible mais leur situation isolée leur a permis de conserver une forte proportion d'haplotypes originaux.
La limite ouest de son aire de répartition en France se trouve à l'ouest d'Escaro, sur une crête orientée nord-sud où il a été planté, semblerait-il, en mélange avec des pins sylvestres.
Dans certaines zones l'espèce est localement susceptible de ne pas être autochtone ou d'avoir subi une pollution génétique,,,.

## Habitat

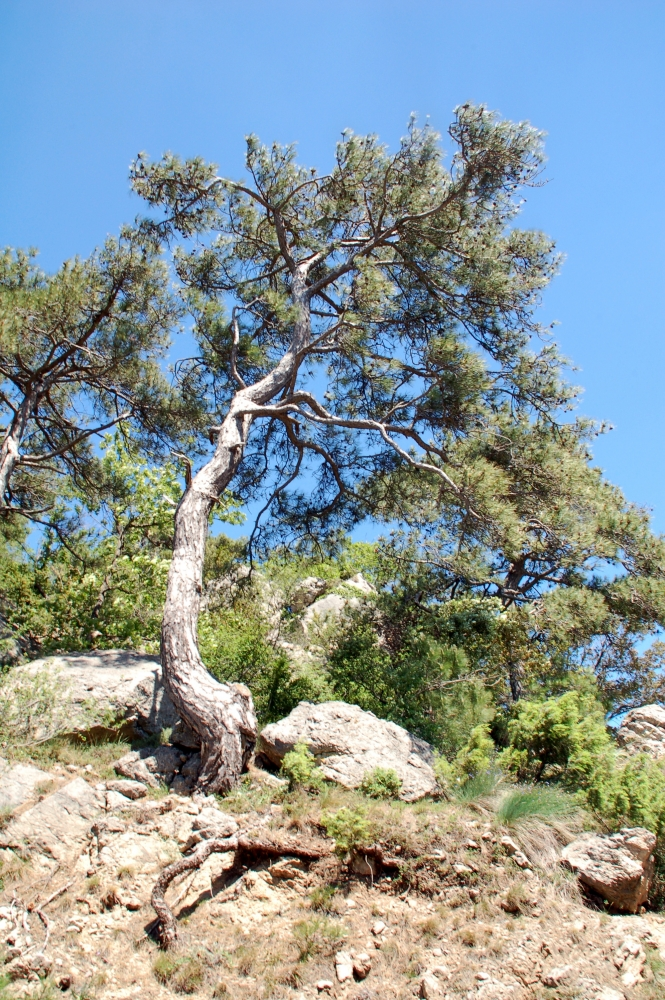
Pin de Salzmann à Saint-Guilhem-le-Désert, Cévennes.

La fiche Natura 2000 le dit indifférent aux substrats et également confortable sur roches siliceuses (Pyrénées orientales et Cévennes) que sur dolomies et calcaires comme dans l'Hérault et les Causses. L'adaptation au substrat dolomitique indique une grande tolérance au magnésium. La périphérie de la Sierra Nevada, une zone de populations importantes de pins de Salzmann, présente un substrat calcaire. D'un autre côté le centre régional de la propriété forestière de la région Provence-Alpes-Côte d'Azur recommande d'éviter les sols dolomitiques, et les marnes.
Cycle sylvigénétique
Des pins de Salzmann d'environ 500 ans d'âge ont été recensés dans les gorges du Tarn (entre le Causse Méjean et le Causse de Sauveterre, en Lozère et pour une moindre partie en Aveyron). Il est possible que d'autres individus, situés dans des endroits inaccessibles, soient plus âgés encore - notamment dans son habitat originel fait de zones rocheuses où il est généralement rabougri. Cependant, si son habitat primaire est fait de zones rocheuses, ce n'est pas parce qu'il le préfère mais parce que les autres espèces ne peuvent pas l'y concurrencer à long terme. Lui-même n'y pousse que tant bien que mal et rabougri. Mais il y perdure, seule espèce à long terme sur ce genre de terrains. Et c'est à partir de cet habitat primaire où, sans compétition, il développe des populations bien implantées, qu'il étend sa zone d'occupation sur les terrains environnants « disponibles » - mot-clé signifiant spécifiquement une végétation forestière absente ou très clairsemée. Des sols plus riches lui permettent d'y déployer son potentiel de croissance et il y pousse droit, haut et en nombre. Là, ses individus aux dimensions plus grandes peuvent pendant quelques siècles dominer les autres espèces d'arbres y compris les chênes. Mais les premiers pins de Salzmann installés en habitat secondaire finissent par mourir et les jeunes individus ne sont pas compétitifs en regard des autres espèces ; ses populations diminuent, les feuillus prennent le dessus - jusqu'à une autre occasion où le terrain aura été libéré de son couvert forestier. Ainsi le cycle sylvogénétique du pin de Salzmann dure plusieurs centaines d'années. Mais ce cycle, et donc l'espèce, est menacé par la forte régression générale de ce type d’habitat.

## Caractéristiques
Le pin de Salzmann montre les caractéristiques morphologiques communes à tous les pins noirs. Le pin laricio, qui partage son aire de répartition, est assez facilement confondu avec lui. Des variations entre ces trois espèces permettent de les différencier.
La silhouette générale des sujets âgés de Salzmann et laricio présente une cime étalée et aérée, celle du pin noir est pyramidale et dense. Le Salzmann et le pin noir portent leurs branches à angle étroit, le laricio les porte à angle droit. Les couleurs respectives vont du vert-jaune clair pour le Salzmann au vert très foncé pour le pin noir, avec entre les deux le vert-bleuté du laricio. L'écorce des trois espèces est écailleuse à tous âges, et crevassée chez les sujets âgés. Mais sa couleur diffère chez les jeunes de chaque espèce : grise pour le pin noir, brune rougeâtre pour le laricio et brune grise rougeâtre pour le Salzmann.
Plus près, on constate des différences sur les jeunes rameaux, les feuilles (aiguilles) et les bourgeons : 
L'absence de feuilles (aiguilles) à la base des rameaux de l'année est un identifiant caractéristique du Salzmann, autant par cette nudité que par la couleur brun-orangé luisant du rameau à sa base ainsi dénudée. Chez le pin noir et le laricio, les aiguilles poussent dès la base des rameaux de l'année et la base des rameaux est plus terne. Elle est brun foncé chez le pin noir et brun clair chez le laricio.

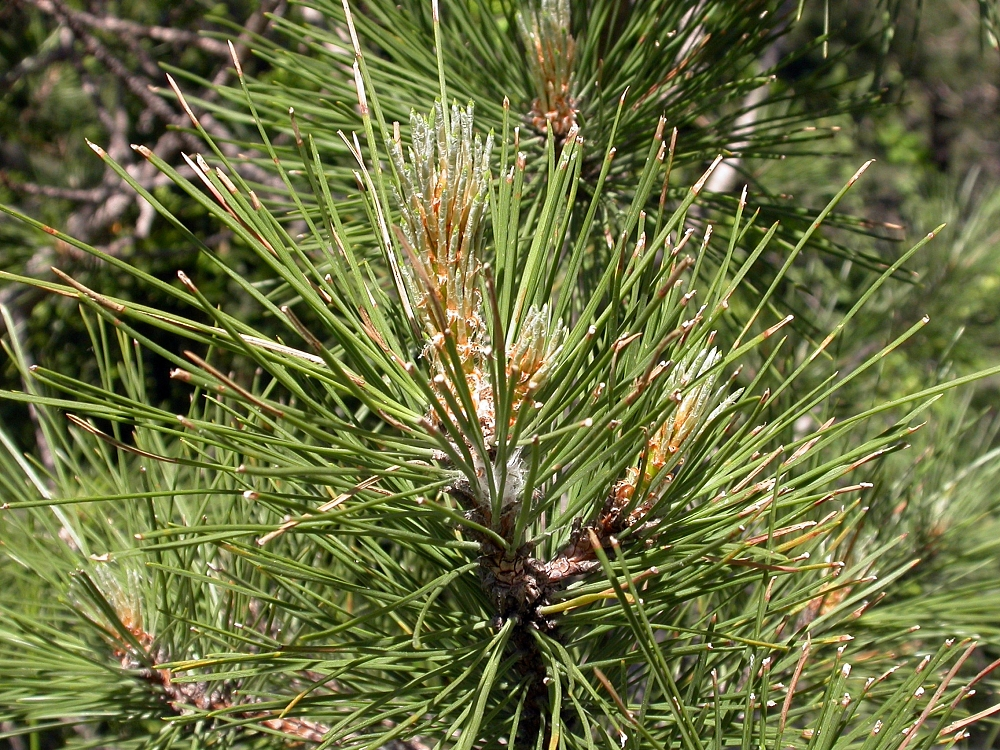
Pin de Salzmann, extrémité feuillue de rameaux.

Les aiguilles du Salzmann et du laricio sont non piquantes ; c'est leur seul trait similaire. Celles du Salzmann sont vert clair, droites, souples, insérées en pinceau et mesurent 10 à 18 cm de long ; celles du laricio sont vert-bleu, légèrement frisées, refermées sur le bourgeon et, plus petites, mesurent 12 à 15 cm de long. Celles du pin noir sont piquantes, raides, vert foncé, souvent insérées en écouvillon et mesurent 9 à 16 cm de long.
Une étude de 1960 a montré que l'épiderme des aiguilles de pin noir des Cévennes, des Pyrénées et d'Espagne, c'est-à-dire du Salzmann, montrent un rang de cellules étroites et rectangulaires, tandis que celui des aiguilles de pin noir d'Autriche ou de Roumanie (pin de Crimée) montrent un rang de cellules épaisses et carrées.
L'hypoderme des aiguilles du Salzmann et du pin de Mauritanie montre deux rangées de cellules, celui des aiguilles du pin noir d'Autriche en a deux à trois rangs et celui des aiguilles du pallasiana en a trois à cinq.
Enfin les bourgeons de Salzmann et du laricio sont peu résineux, ceux du pin noir le sont beaucoup. Chez le Salzmann ils sont de forme pointue et sillonnés de crevasses. Ceux du laricio sont également pointus mais leur forme est plus abrupte ; ceux du pin noir sont pointus en oblong et présentent des écailles appliquées.
Les variations de taille des cônes entre les sous-espèces étudiées, tant en longueur qu'en largeur, se mesurent à quelques mm près sur une moyenne et ne peuvent guère servir à une identification - tout au plus à une confirmation relative. À 5,6 cm, les cônes provenant de Saint-Guilhem sont cependant les plus petits en longueur moyenne, et avec ceux provenant de Cazorla en Andalousie ils sont aussi les plus petits en largeur moyenne (2.6 cm) - la plus grande largeur étant de 2,9 cm pour les pins de Mauritanie installés au Rif au Maroc. 
Plus difficile à observer à l'œil nu, les pollens des pins de Salzmann et de Mauritanie sont similaires en taille et nettement plus petits que le pollen du pin de Crimée. 
Pour estimer l'âge d'un pin de Salzmann, le diamètre du tronc n'est pas aussi révélateur que ne le sont de larges plaques sur l'écorce et un houppier en forme de table.

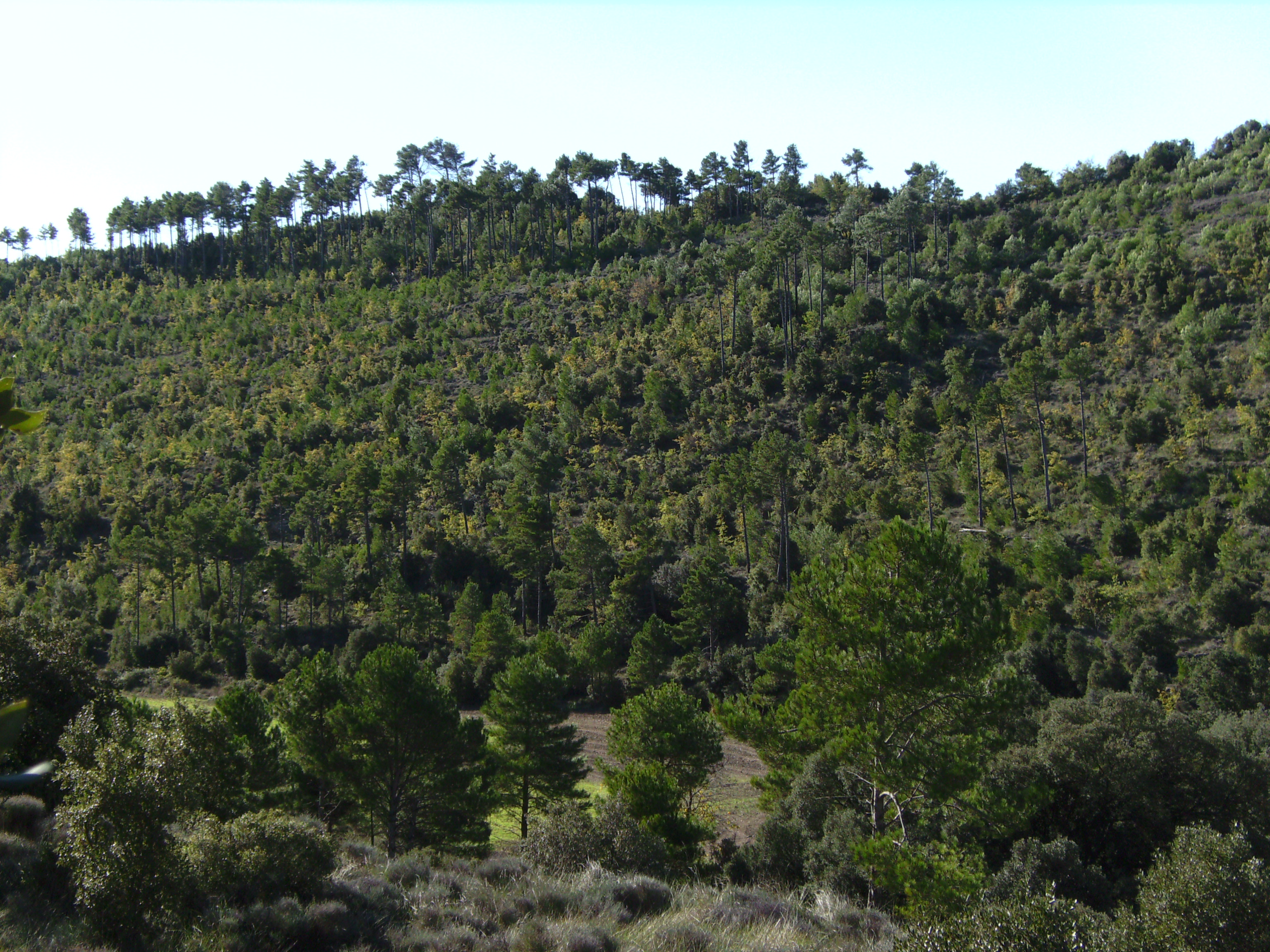
Pins de Salzmann, régénération spontanée en Catalogne.

Il fleurit au printemps, et commence à produire des fruits vers l'âge de 15 à 25 ans. Ses cônes maturent en 20 mois et libèrent leurs semences en s'ouvrant vers février-mars à la fin de la période froide. Les cônes eux-mêmes peuvent perdurer jusqu'à un an ou plus après que les graines soient tombées. Les semences germent rapidement après leur semage, d'autant plus densément que le terrain de réception est dénudé - un très léger couvert de type garrigue ou pelouse est bénéfique mais pas la présence d'autres arbres. Pendant ses deux premières années, la plantule ne montrent guère de croissance : elle développe ses racines et son premier verticille. Ensuite la croissance visible s'accélère et le jeune arbre peut pousser de 40 à 60 cm en un an et plus encore en terrain fertile et dans de bonnes conditions.
Le pin de Salzmann a peu servi à des chantiers de reboisement, sauf dans un objectif de diversification. Il est plus résistant à la sécheresse que le pin noir d'Autriche, mais ce n'est pas un pyrophyte et les incendies lui sont néfastes : ses graines sont moins nombreuses et plus longues à germer que celles du pin maritime (Pinus pinaster) et ce dernier est souvent choisi par les forestiers comme espèce de reboisement.

## Conservation
Des empreintes de cônes dans des dépôts de travertin et du charbon de bois sur des sites archéologiques indiquent que durant le Holocène l'aire de répartition du pin de Salzmann incluait autrefois l'est de la France et le nord-ouest du bassin méditerranéen. L'espèce a disparu de cette région à cause de la compétition avec d'autres arbres, notamment le chêne vert (Quercus ilex) et le pin d'Alep (Pinus halepensis), disparition favorisée par des perturbations anthropogéniques vers la fin de l'Holocène (feux, coupes de bois, activités agro-pastorales). La décroissance de son territoire se lit à partir de l'âge du fer. Les perturbations climatiques de notre époque, qui favorisent l'augmentation de la sécheresse et du nombre de feux, ne peuvent qu'accroître la régression du pin de Salzmann. En France il ne reste plus que quelques populations et il est clairement reconnu comme rare et en voie de disparition. Ce dernier ne pourra perdurer dans le paysage méditerranéen que si les mesures de protection sont suffisantes à son égard. Toutefois, malgré le triple handicap d'être endémique, rare et menacée, l'espèce n'est pourtant pas protégée en elle-même. 
Les fiches "Habitat prioritaire" relatives à ce pin recommandent à la fois :
- une gestion in situ des populations et de leur diversité génétique, par ouverture des peuplements pour favoriser la régénération naturelle, ou une gestion sylvicole classique avec élimination des pins noirs introduits. Pour l'INRA, seuls les arbres de plus de 150 ans sont susceptibles d'être très probablement autochtones mais surtout génétiquement purs. En effet c'est la seule espèce réglementée par le code forestier dont on ignore encore s'il existe une source génétique pure[3] ;
- une conservation ex situ (récolte conservatoire de graines, verger conservatoire avec élevage de plants greffés ou issus de graines)[3].

L'action sur le terrain est complétée par l'établissement de ZNIEFF et autres mesures de protection couvrant les terrains qui abritent l'espèce. Ainsi les 219 hectares de la réserve biologique du « massif de Saint-Guilhem »,, les  1 796 hectares de la ZNIEFF du « Bois de Bordezac et de Bessèges » qui jouxtent les 745 hectares du site d'intérêt communautaire (SIC) voisin de la « Forêt de pins de Salzmann de Bessèges ».
Cette espèce fait en France l'objet de greffages et d'études génétiques et généralistes dans la perspective d'un réseau de conservation des ressources génétiques et du classement des peuplements.
Comme tous les Pinus, il est interdit de l'introduire en Nouvelle-Calédonie.